# Kautilya
 (juin 2011).
Si vous disposez d'ouvrages ou d'articles de référence ou si vous connaissez des sites web de qualité traitant du thème abordé ici, merci de compléter l'article en donnant les références utiles à sa vérifiabilité et en les liant à la section « Notes et références ».
Kautilya aurait été le Premier ministre de Chandragupta Maurya. Il serait l'auteur d'un traité de gouvernance politique, au IVe siècle avant notre ère, l'Arthashâstra.

## Vie
On assimile généralement Kautilya à Chânakya.

## Œuvre
Le traité, rédigé à l'intention des souverains Maurya, est un recueil de règles devant régir leur façon de gouverner. Selon ces règles, en cas de succession, le prétendant le plus faible doit utiliser la ruse pour soumettre ses concurrents. Il préconise aussi la guerre contre les pays étrangers, qui font de l'ombre à l'empire Maurya.